# Geilhaufen
Als Geilhaufen oder Geilstelle bezeichnet man einen Bereich auf einer Weide, in dem das Gras üppiger (geil) wächst. Er entsteht durch Kuhfladen oder Pferdeäpfel, wodurch der Bereich zunächst weniger abgeweidet wird. Geregelte Beweidung verringert Geilstellen auf den Weiden, da das Mehrgras durch Mähen entfernt wird.